# Paweł Mróz (judoka)
Paweł Mróz (ur. 25 grudnia 1986) – polski judoka.
Były zawodnik MMKS Wojownik Skierniewice (2004-2014), następnie niezrzeszony. Brązowy medalista zawodów pucharu Europy seniorów (Celie 2013) oraz zawodów pucharu Europy juniorów (Kowno 2005). Trzykrotny medalista mistrzostw Polski seniorów: srebrny w kategorii open w 2012 oraz dwukrotny brązowy w kategorii do 90 kg (2009, 2013).